# Wo Gangster um die Ecke knallen
Wo Gangster um die Ecke knallen (Originaltitel: The Gang That Couldn’t Shoot Straight) ist eine US-amerikanische Mafia-Komödie aus dem Jahr 1971. Es handelt sich um eine Verfilmung des im Jahr 1969 veröffentlichten Romans The Gang That Couldn’t Shoot Straight von Jimmy Breslin, der auf dem Leben des Gangsters Joseph „Joey“ Gallo basiert.

## Handlung
„Big Daddy“ Baccala ist einer von New Yorks großen Mafiabossen und bekommt besonderen Ärger mit Kid Sally und dessen Burschen in Süd-Brooklyn. Kid Sally wird aufmüpfig und will mit seiner Gang stärker abkassieren. Kid schickt seine Männer in den Kampf. Als sich herausstellt, dass Kids Killer zu dumm zum Schießen sind, setzt er seinen Schwager Mario auf Big Daddy an.

## Hintergrund
In Deutschland wurde der Film alternativ unter dem Titel „Spaghetti Killer“ veröffentlicht.

## Kritik
Das Lexikon des internationalen Films beurteilt den Film als „mißglückte Parodie auf Gangsterfilme, in der die Mafia als ein Club von Dummköpfen erscheint.“